# امبالاترا
امبالاترا (به انگلیسی: Ambalathara) یک منطقهٔ مسکونی در هند است که در کرالا واقع شده‌است.

## خصوصیات
امبالاترا ۹٬۱۳۸ نفر جمعیت دارد.